# Polyipnus omphus
Polyipnus omphus är en fiskart som beskrevs av Baird, 1971. Polyipnus omphus ingår i släktet Polyipnus och familjen pärlemorfiskar. Inga underarter finns listade i Catalogue of Life.